# دلي حسين باشا
الوزير دلي حسين باشا أو دلي حسن باشا سياسي وقائد عسكري عثماني تولى منصب والي بغداد لمدة ستة شهور تقريباً من (25 محرم إلى 9 رجب سنة 1054ه‍)، خلفاً للوالي كوجك حسن باشا

## السيرة
كان من مرافقي السلطان مراد الرابع. بعد ان عزل سنة (1053ه‍) من منصب بوسنة، وليَّ إيالة بغداد سعى لتمكين السلطة واستقرارها، فأوقع الهيبة في قلوب الناس، وأبدى قسوة وكان ضيق الصدر. ولكن كان طموحه تحقيق العدالة بين الناس دون تمييز، فكان يتجول بينهم ويستطلع أحوالهم، وكان يبدل ملبسه ليتعرف على الأشرار لينالوا ما يستحقون، وإزالة ظلمهم عن الناس. لقد كان قاسياً يخشى الناس بطشه ولكنه كان لا يحيد عن طريق الحق، وكان يصلي الجمعة ويثابر عليها.
وبعد عزله عاد إلى إسطنبول وصار نديماً للسلطان. وولي مناصب عديدة وزاول حرب كريد وكان ولي منصب السلطان، وولي منصب روم لي فلفق عليه 
الصدر الأعظم شكاية فعزل في شهر ربيع الآخر سنة(1069ه‍). وعند وروده العاصمة حبس في يدي قله ثم قتل وقد نعت بخير الأوصاف والنعوت.

## جامع قمرية
من مآثره في بغداد تجديده عمارة جامع قمرية في جانب الكرخ ويذكر ان بناءه في زمن الخليفة العباسي الناصر ولكن الكازروني يذكر انه من بناء الخليفة المستنصر بالله سنة ( 626ه‍). فقام الوالي دلي حسين باشا بتعمير هذا الجامع بعد ان اصابه الدمار أيام حروب العجم، فعمر أركانه وقبابه فأتمها، وعين له خطيباً حسن القراءة، وإماماً، ووظف آخرين لخدمة الجامع.